# درگیری ۲۰۲۲ غزه و اسرائیل
درگیری ۲۰۲۲ اسرائیل و غزه نبردی است میان اسرائیل و نیروهای جهادی نوار غزه به رهبری جنبش جهاد اسلامی فلسطین، جنگ پس از ترور فرمانده برجسته گردان‌های قدس، تیسیر الجعبری، در ۵ اوت ۲۰۲۲ توسط ارتش اسرائیل آغاز شد و پس از آن جهاد اسلامی فلسطین حملات موشکی پی در پی و شدید را به سمت شهرها و شهرک‌های اسرائیلی انجام داد، که باعث شروع جنگ شد.